# Grube Josephinenzeche
Die Grube Josephinenzeche ist eine ehemalige Galmei-Grube des Bensberger Erzreviers in Bergisch Gladbach. Das Gelände gehört zum Stadtteil Herrenstrunden.

## Geschichte
Das Mutungsgesuch vom 6. Juli 1847 auf Galmei und Eisen mit dem Namen Glückauf wurde mehrfach wiederholt, ohne dass es zu einer Verleihung kam. Am 28. Juli 1854 kam es zu einem Mutungsgesuch auf den Namen Uhland, das ebenfalls mehrfach gestellt wurde. Schließlich erfolgte am 25. Februar 1861 die Verleihung unter dem Namen Josephinenzeche auf Gewinnung von Galmei und Bleiglanz. Über die Betriebstätigkeiten liegen keine Informationen vor.

## Lage und Relikte
Geht man nur wenige Meter in die Straße Oberhombach hinein, liegt südlich ein Bergsporn, der mit viel Strauchwerk und Bäumen bewachsen ist. Hier war die ehemalige Josephinenzeche. Das Gelände wird heute landwirtschaftlich genutzt. Das schwer zugängliche Gelände weist mehrere, zum Teil größere Pingen und kleinere Halden auf.